# Andres Rodriguez
Andres Rodriguez (11 de maio de 1984 – 4 de janeiro de 2016) foi um empresário venezuelano e um competidor de saltos internacionais. Viajava entre Caracas e Paris, onde estava baseado durante a temporada de verão, e a Flórida, onde dirigia instalações equestres. Rodriguez treinou com o cavaleiro e treinador Eddie Macken. Suas realizações incluíram a medalha de prata da equipe nos Jogos Bolivarianos de 2005, a medalha de bronze da equipe nos Jogos Centro-Americanos e do Caribe de 2014, uma medalha de prata individual nos Jogos Pan-Americanos de 2015 de Toronto, e qualificação posterior nos Jogos Olímpicos de Verão de 2016 no Rio de Janeiro. Rodriguez entrou no mundial Top 50 pela primeira vez em agosto de 2015 e da subsequente série de resultados permitiu-lhe ser Mundial nº 42, nos Rankings Longines de outubro de 2015 e nº 2 na América Latina Rankings.
Morreu na sequência de um acidente de trânsito ocorrido na Flórida, Estados Unidos.